# Cyperus gunnii
Cyperus gunnii är en halvgräsart som beskrevs av Joseph Dalton Hooker. Cyperus gunnii ingår i släktet papyrusar, och familjen halvgräs.

## Underarter
Arten delas in i följande underarter:
- C. g. gunnii
- C. g. novae-hollandiae